# 샤오이
샤오이(曉醫)는 중국 기술기업 아이플라이테크와 칭화대학교 연구팀이 공동 개발한 AI 닥터이다.

## 샤오이의 탄생
2017년 8월, 샤오이는 600점 중 360점 이상을 받아야 통과인 중국의 국가 의사 면허시험을 456점을 받아 통과했다. 이전 시험에서 100점의 저조한 성적을 받은 이후 수십 권의 의학 서적과 200만 건의 의료 기록, 40만 건의 기사 등을 통해 의료 지식을 습득했다. 중국 의료시험이 실제 환자를 치료한 사례를 바탕으로 이루졌기 때문에 연구진들은 컴퓨터의 우월한 기억력과 검색에 의존해 시험에 합격한 것이 아니라고 밝혔다. 따라서 샤오이는 단어나 문장을 통해 사고할 수 있는 능력을 키웠으며, 의료진들의 판단과 임상실험을 이해할 수 있는 알고리즘을 가지고 있다.

## 이전의 AI 닥터
샤오이가 등장하기 전까지 전 세계에 알려진 AI 닥터는 미국 IBM이 2011년 개발한 왓슨이 최초이다. 왓슨은 암전문의들의 자료검색, 치료방법을 도우며 AI 닥터로 성장했다. 왓슨은 환자 데이터를 입력하면 과거 임상사례를 비롯한 선진 의료기관의 자체 제작문헌과 290종의 의학저널, 200종의 교과서, 1,200만쪽에 다하는 전문자료를 바탕으로 3가지 추천 단계로 나눠 치료방법을 7초 만에 제시한다.

## 샤오이의 미래
샤오이는 2018년 3월부터 의료현장에 투입되기 시작했다. 직접 환자를 치료하지는 않으며, 환자의 상태파악과 위험을 피할 수 있도록 돕는 역할을 한다.